# فدراسیون فوتبال پاکستان
فدراسیون فوتبال پاکستان نهاد اداره‌کنندهٔ فوتبال در پاکستان است. این نهاد در سال ۱۹۴۷ پایه‌گذاری شده و اکنون عضو کنفدراسیون فوتبال آسیا است. در حال حاضر ریاست این نهاد بر عهدهٔ فیصل صالح می‌باشد.